# (218) Bianca
(218) Bianca – planetoida z grupy pasa głównego asteroid okrążająca Słońce w ciągu 4 lat i 130 dni w średniej odległości 2,67 j.a. Została odkryta 4 września 1880 roku w Austrian Naval Observatory (Pula, półwysep Istria) przez Johanna Palisę. Nazwa planetoidy pochodzi od imienia śpiewaczki operowej Bianki Bianchi.